# 大宋宣和遺事
《大宋宣和遺事》，簡稱《宣和遺事》，是知名的話本，是成書于南宋的笔记小说辑录，結合了多個類型的筆記小說並以說書的方式連貫而成，作者不詳。現今流傳為後人所著，已非宋代原本。宣和是宋徽宗的最后一个年号，该书大概由講述歷代帝王荒淫誤國開始，一直寫到宋高宗定都臨安為止，加插了宋代奸臣把持朝政致使生靈塗炭的故事，也為寫梁山英雄聚義做了對照。因此成為《水滸傳》的藍本。此外也有另一藍本：《宋江三十六赞并序》。
《大宋宣和遗事》内容分为10部分：第1部分讲中国历代昏君，一直讲到宋徽宗；第2部分讲王安石变法；第3部分讲宋徽宗任用蔡京；第4部分讲宋江等三十六人聚义，最后被张叔夜平定，提供了《水浒传》的雏型；第5部分讲宋徽宗与李师师；第6部分讲宋徽宗和道士林灵素的故事；第7部分讲东京汴梁元宵节灯会盛况；第8部分讲金兵攻陷汴梁；第9部分讲宋徽宗和宋钦宗被俘北上；第10部分讲康王赵构南渡，建立南宋。

## 三十六天罡
書中天書所載三十六天罡星，但宋江不在三十六人之列。另外沒有解珍和解宝兩人。
- 智多星吳加亮（水滸作吳用、字學究、號加亮，天機星）；
- 玉麒麟盧進義（水滸作盧俊義，天罡星，黃丕烈元刊本作李進義）；
- 青面獸楊志（天暗星，在水滸為楊家將後人）；
- 混江龍李海（水滸作李俊，天壽星）；
- 九紋龍史進（天微星，在水滸有二師東京八十萬禁軍教頭王進和地僻星打虎將李忠）；
- 入雲龍公孫勝（天閒星，道號一清，在水滸有一師傅羅真人）；
- 浪裏百跳張順（在黄本《大宋宣和遗事》中称浪裏白跳，水滸作浪裡白條，天損星，張橫之弟）；
- 霹靂火秦明（天猛星，在水滸有一徒弟地煞星鎮三山黃信）；
- 活閻羅阮小七（天敗星，為阮氏兄弟之一）；
- 立地太歲阮小五（水滸作短命二郎，天罪星，為阮氏兄弟之一）；
- 短命二郎阮進（水滸作立地太歲阮小二，天劍星，為阮氏兄弟之一）；
- 大刀關必勝（水滸作關勝，為關羽子孫，天勇星）；
- 豹子頭林沖（天雄星，在水滸中也称小張飛，有一徒弟地嵇星操刀鬼曹正）；
- 黑旋風李逵（天殺星，鐵牛）；
- 小旋風柴進（天貴星，在水滸為後周皇族後裔，人稱柴大官人）；
- 金槍手徐寧（天佑星，也作天祐星，在水滸有一表弟地孤星金钱豹子汤隆）；
- 撲天雕李應（天富星）；
- 赤髮鬼劉唐（天異星）；
- 一撞直董平（水滸作雙槍將，天立星）；
- 插翅虎雷橫（天退星）；
- 關髯公朱同（水滸作美髯公朱仝，天滿星）；
- 神行太保戴宗（天速星）；
- 賽關索王雄（水滸作病關索楊雄，天牢星）；
- 病尉遲孫立（水滸中為地煞星之一地勇星，有一弟地數星小尉遲孫新）；
- 小李廣花榮（天英星，在水滸中也称銀槍手，對應金槍手徐寧）；
- 沒羽箭張青（水滸作沒羽箭張清，天捷星，而在地煞星之中有地刑星菜園子張青）；
- 沒遮拉穆橫（水滸作沒遮欄穆弘，天究星，有一弟地鎮星小遮攔穆春）；
- 浪子燕青（天巧星，小乙）；
- 花和尚魯智深（天孤星）；
- 行者武松（天傷星）；
- 鐵鞭呼延綽（水滸作雙鞕呼延灼，天威星）；
- 急先鋒索超（天空星）；
- 拚命二郎石秀（水滸作拚命三郎，天慧星）；
- 火船工張岑（水滸作船火兒張橫，天平星，张顺之兄）；
- 摸著雲杜千（水滸作摸著天杜遷，為地煞星之一的地妖星）；
- 鐵天王晁蓋（水滸作托塔天王）：但發現天書時鐵天王晁蓋已死，後遞補上一丈青張橫；
- 一丈青張橫（水滸作一丈青扈三娘，為地煞星之一的地慧星）；

天書中人名末後有一行字：「天書付天罡院三十六員猛將，使呼延保義宋江爲帥，廣行忠義，殄滅奸邪。」
| 宣和遺事 | 宣和遺事 | 宣和遺事 | 水浒传 | 水浒传   | 水浒传 |
| 席次     | 绰号     | 姓名     | 席次   | 绰号     | 姓名   |
| -------- | -------- | -------- | ------ | -------- | ------ |
| -        |          | 宋江     | 1      | 呼保義   | 宋江   |
| 1        | 智多星   | 吴加亮   | 3      | 智多星   | 吴用   |
| 2        | 玉麒麟   | 李進義   | 2      | 玉麒麟   | 盧俊義 |
| 3        | 青面兽   | 楊志     | 17     | 青面兽   | 楊志   |
| 4        | 混江龍   | 李海     | 26     | 混江龍   | 李俊   |
| 5        | 九紋龍   | 史進     | 23     | 九紋龍   | 史進   |
| 6        | 入雲龍   | 公孫勝   | 4      | 入雲龍   | 公孫勝 |
| 7        | 浪裏白跳 | 張順     | 30     | 浪裏白條 | 張順   |
| 8        | 霹靂火   | 秦明     | 7      | 霹靂火   | 秦明   |
| 9        | 活閻羅   | 阮小七   | 31     | 活閻羅   | 阮小七 |
| 10       | 立地太歲 | 阮小五   | 29     | 短命二郎 | 阮小五 |
| 11       | 短命二郎 | 阮進     | 27     | 立地太歲 | 阮小二 |
| 12       | 大刀     | 关必胜   | 5      | 大刀     | 关胜   |
| 13       | 豹子頭   | 林冲     | 6      | 豹子頭   | 林冲   |
| 14       | 黑旋風   | 李逵     | 22     | 黑旋風   | 李逵   |
| 15       | 小旋風   | 柴進     | 10     | 小旋風   | 柴進   |
| 16       | 金鎗手   | 徐寧     | 18     | 金鎗手   | 徐寧   |
| 17       | 撲天鵰   | 李应     | 11     | 撲天鵰   | 李应   |
| 18       | 赤髮鬼   | 劉唐     | 21     | 赤髮鬼   | 劉唐   |
| 19       | 一撞直   | 董平     | 15     | 双鎗将   | 董平   |
| 20       | 插翅虎   | 雷横     | 25     | 插翅虎   | 雷横   |
| 21       | 美髯公   | 朱同     | 12     | 美髯公   | 朱仝   |
| 22       | 神行太保 | 戴宗     | 20     | 神行太保 | 戴宗   |
| 23       | 賽关索   | 王雄     | 32     | 病关索   | 楊雄   |
| 24       | 病尉遲   | 孫立     | 39     | 病尉遲   | 孫立   |
| 25       | 小李廣   | 花榮     | 9      | 小李廣   | 花榮   |
| 26       | 没羽箭   | 張青     | 16     | 没羽箭   | 張清   |
| 27       | 没遮攔   | 穆横     | 24     | 没遮攔   | 穆弘   |
| 28       | 浪子     | 燕青     | 36     | 浪子     | 燕青   |
| 29       | 花和尚   | 魯智深   | 13     | 花和尚   | 魯智深 |
| 30       | 行者     | 武松     | 14     | 行者     | 武松   |
| 31       | 鐵鞭     | 呼延綽   | 8      | 双鞭     | 呼延灼 |
| 32       | 急先鋒   | 索超     | 19     | 急先鋒   | 索超   |
| 33       | 拚命三郎 | 石秀     | 33     | 拚命三郎 | 石秀   |
| 34       | 火船工   | 張岑     | 28     | 船火兒   | 张横   |
| 35       | 摸著雲   | 杜千     | 83     | 摸着天   | 杜遷   |
| 36       | 鐵天王   | 晁蓋     | -      | 托塔天王 | 晁蓋   |

## 宋江三十六赞并序
龚开《宋江三十六赞并序》三十六人名单：呼保义宋江，智多星吴学究（吴用），玉麒麟卢俊义；大刀关胜，活阎罗阮小七，尺八腿刘唐，没羽箭张清，浪子燕青，病尉迟孙立，浪里白跳张顺，船火兒张横，短命二郎阮小二，花和尚鲁智深，行者武松，铁鞭呼延灼，混江龙李俊，九文龙史进，小李广花荣，霹雳火秦明，黑旋风李逵，小旋风柴进，插翅虎雷横，神行太保戴宗，急先锋索超，立地太岁阮小五，青面兽杨志，赛关索杨雄，一直撞董平，两头蛇解珍，美髯公朱仝，没遮拦穆横，拚命三郎石秀，双尾蝎解宝，铁天王晁盖，金枪班徐宁，扑天雕李应。部分稱號、名稱與後來的《水滸傳》不同。這三十六人中有晁蓋，加入解珍和解宝，沒有林沖、公孫勝和杜迁。並在《贊·序》中，題贊的目的想以此喚起百姓的民族意識和抗元鬥志。感嘆道：「與其逢聖公之徒，孰若拓與江也！」
- 呼保義宋江：不稱假王，而呼保義。豈若狂卓，專犯忌諱？
- 智多星吳學究：古人用智，乂國安民，惜哉所為，酒色粗人！
- 玉麒麟盧俊義：白玉麒麟，見之可愛。風塵太行，皮毛終壞。
- 大刀關勝：大刀關勝，豈雲長孫？雲長義勇，乃其後昆。
- 活閻羅阮小七：地下閻羅，追魂攝魄。今其活矣，名喝大伯。
- 尺八腿劉唐：將軍下短，貴稱侯王。汝豈非夫？腿尺八長。
- 沒羽箭張清：箭以羽行，破敵無頗。七札難穿，如游斜何！
- 浪子燕青：平康巷陌，豈知汝名？太行春色，有一丈青。
- 病尉遲孫立：尉遲壯士，以病自名，端能去病，國功可成。
- 浪裏白跳張順：雪浪如山，汝能白跳。願隨忠魂，來駕怒潮。
- 船火兒張橫：太行好漢，三十有六，無此火兒，其數不足。
- 短命二郎阮小二：灌口少年，短命何益！易不監之，清源廟食。
- 花和尚魯智深：有飛飛兒，出家尤好。與爾同袍，佛也被惱。
- 行者武松：汝優婆塞，五戒在身。酒色財氣，更要殺人。
- 鐵鞭呼延綽：尉遲彥章，去來一身。長鞭鐵鑄，汝豈其人？
- 混江龍李俊：乖龍混江，射之即濟。武皇雄尊，自惜神臂。
- 九文龍史進：龍數肖九，汝有九文。盜從東皇，駕五色雲生。
- 小李廣花榮：中心慕漢，奪馬而歸。汝能慕廣，何優數奇？
- 霹靂火秦明：霹靂有火，摧山破岳。天心無妄，汝孽自作。
- 黑旋風李逵：旋風黑惡，不辨雌雄。山谷之中，遇爾亦凶。
- 小旋風柴進：風存大小，黑惡則懼。一嗯之微，香滿太虛。
- 插翅虎雷橫：飛而肉食，存此雄奇。生入玉關，當傷今姿。
- 神行太保戴宗：不疾而速，故神無方。汝行何之？敢離太行。
- 先鋒索超：行軍出師，其鋒必先。汝勿銳進，天兵在前。
- 立地太歲阮小五：東家之西，即西家東。汝雖特立，何有吾宮？
- 青面獸楊志：聖人治世，四靈在郊。汝獸何名？走壙勞勞。
- 賽關索楊雄：關氏之雄，超之亦賢。能持義勇，自命可全。
- 一直撞董平：昔樊將軍，鴻門直撞。斗酒肩，其言甚壯。
- 兩頭蛇解珍：左齒右噬，其毒可畏。逢陰德人，杖之亦斃。
- 美髯公朱仝：長髯郁然，美哉丰姿。忍使尺宅，而見赤眉。
- 沒遮攔穆橫：山沒太行，茫無畔岸。雖沒遮攔，難離火伴。
- 拼命三郎石秀：石秀拼命，志在金寶。大似河鮓，腹果一飽。
- 雙尾蠍解寶：醫師用蠍，其體實全。反其常性，雷公汝嫌。
- 鐵天王晁蓋：毗沙天人，澄紫金軀。頑鐵鑄汝，亦出洪爐。
- 金槍班徐寧：金不可辱，亦忌在穢。盍鑄長殳，羽林是衛。
- 撲天雕李應：摯禽雄長，唯雕最狡。毋撲天飛，封狐在草。

## 其它相關條目
- 宋江起义
- 馬幼垣：〈《宣和遺事》中水滸故事校釋 （页面存档备份，存于）〉